# Amphoe Mueang Yala

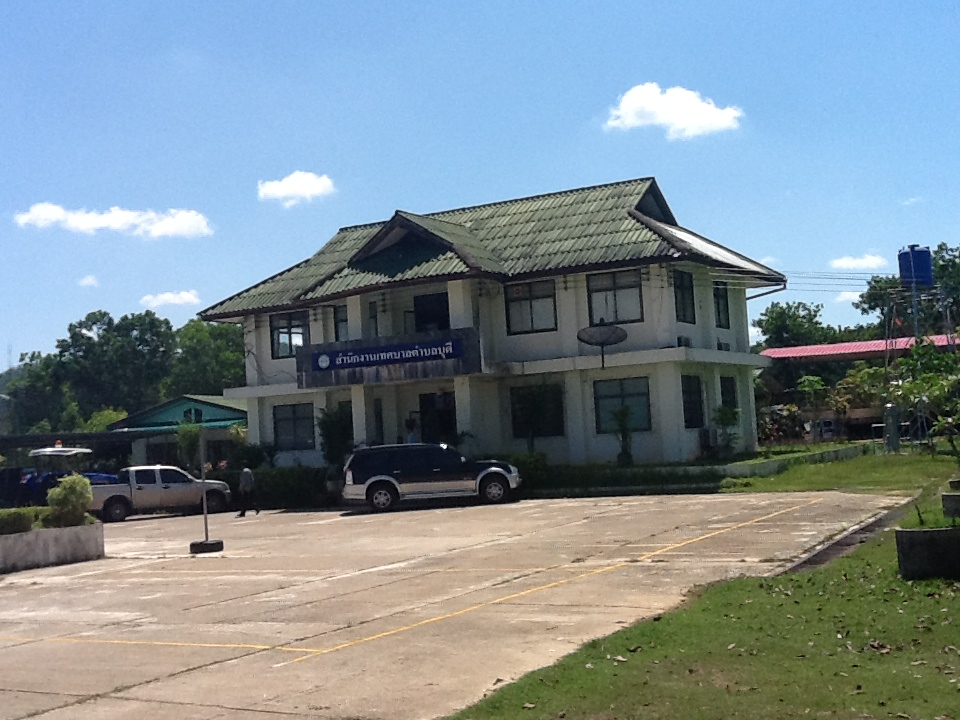
Kreisverwaltung Yala (2012)

Amphoe Mueang Yala (thailändisch อำเภอ เมือง ยะลา) ist ein Landkreis (Amphoe – Verwaltungs-Distrikt) in der Provinz Yala. Die Provinz Yala liegt im äußersten Süden der Südregion von Thailand an der Landesgrenze nach Malaysia.

## Geographie
Benachbarte Landkreise (von Norden im Uhrzeigersinn): die Amphoe Khok Pho, Mae Lan und Yarang der Provinz Pattani, die Amphoe Raman, Krong Pinang und Yaha der Provinz Yala sowie Amphoe Saba Yoi der Provinz Songkhla.

## Geschichte
Ursprünglich war der Distrikt nur unter dem Namen Mueang bekannt. Er wurde 1917 in Sateng – nach dem zentralen Tambon – umbenannt. Ab 1938 wurde er Mueang Yala genannt, um dem Schema für die Benennung der zentralen Amphoe einer Provinz zu entsprechen.

## Verwaltung

### Provinzverwaltung
Amphoe Mueang Yala ist in 14 Gemeinden (Tambon) eingeteilt, welche weiterhin in 80 Dörfer (Muban) unterteilt sind.
| Nr. | Name    | Thai  | Muban | Einw.  |  | Nr. | Name           | Thai      | Muban | Einw.  |
| --- | ------- | ----- | ----- | ------ |  | --- | -------------- | --------- | ----- | ------ |
| 1.  | Sateng  | สะเตง | 0-    | 62.110 |  | 10. | Na Tham        | หน้าถ้ำ     | 04    | 03.200 |
| 2.  | Budi    | บุดี    | 08    | 10.404 |  | 11. | Lam Phaya      | ลำพะยา    | 07    | 04.995 |
| 3.  | Yupo    | ยุโป   | 06    | 06.676 |  | 12. | Po Seng        | เปาะเส้ง   | 04    | 05.150 |
| 4.  | Lidon   | ลิดล   | 06    | 05.778 |  | 14. | Phron          | พร่อน      | 06    | 05.137 |
| 6.  | Yala    | ยะลา  | 03    | 03.389 |  | 15. | Bannang Sareng | บันนังสาเรง | 06    | 07.214 |
| 8.  | Tha Sap | ท่าสาป | 06    | 07.265 |  | 16. | Sateng Nok     | สะเตงนอก  | 13    | 29.075 |
| 9.  | Lam Mai | ลำใหม่ | 07    | 06.967 |  | 18. | Tase           | ตาเซะ     | 05    | 05.610 |

Hinweis: Die fehlenden Nummern (Geocodes) beziehen sich auf die Tambon, aus denen heute Amphoe Krong Pinang besteht.

### Lokalverwaltung
Die Großstadt (Thesaban Nakhon) Yala umfasst den gesamten Tambon Sateng.
Lam Mai  ist eine Kleinstadt (Thesaban Tambon), sie besteht aus Teilen des Tambon  Lam Mai. 
Außerdem gibt es 11 „Tambon Administrative Organizations“ (TAO, องค์การบริหารส่วนตำบล – Verwaltungs-Organisationen) im Landkreis.